# Umbra et Imago

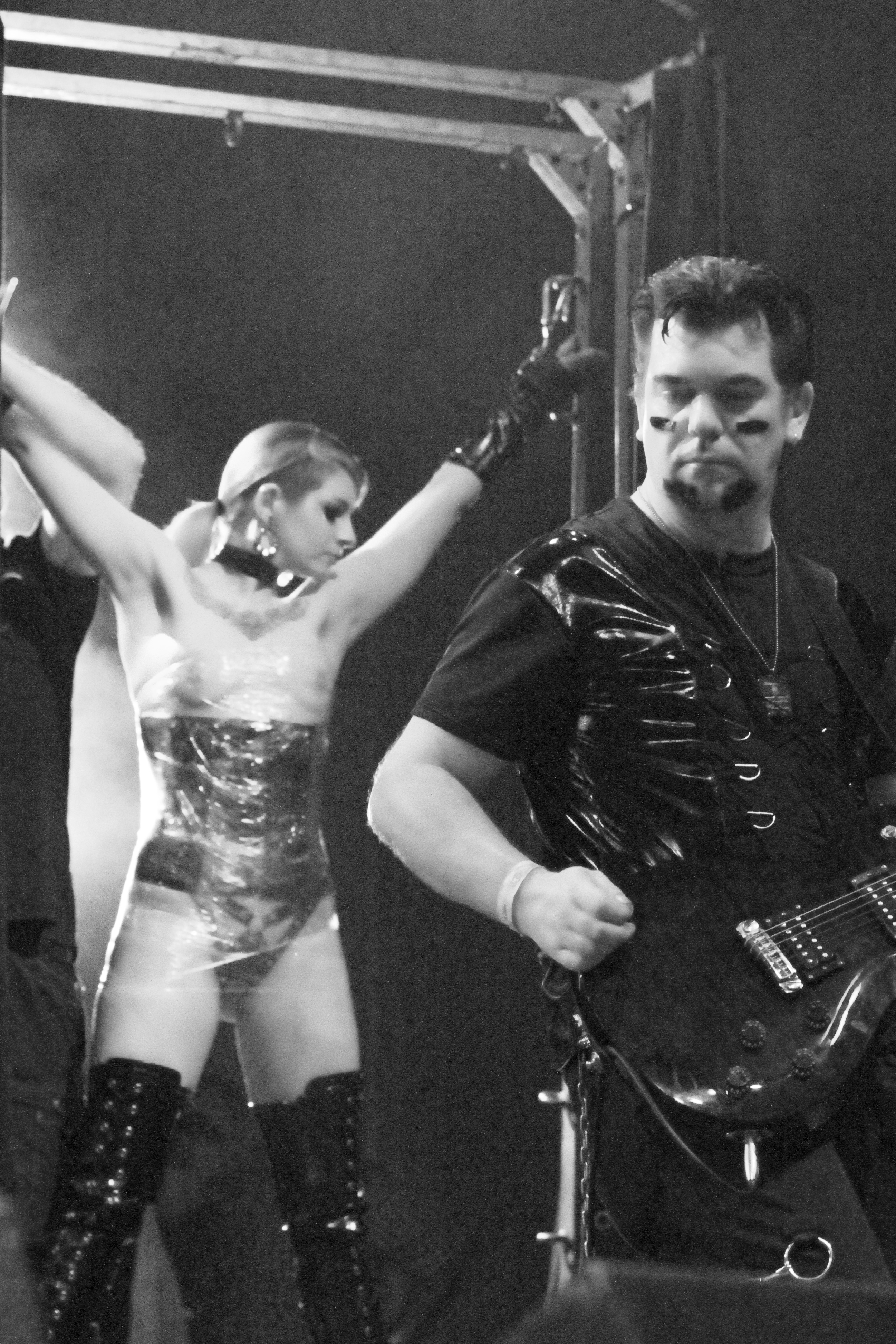
Wave-Gotik-Treffen 2014

Umbra et Imago (do Latim.:"Sombra e Imagem") é uma banda de Neue Deutsche Härte e rock gótico formada na Alemanha em 1991.

## Membros

### Membros atuais
- Mozart (vocal)
- Sascha Dannenberger (guitarra)
- Freddy S. (guitarra)
- Lutz Demmler (baixo)
- Lars Nippa (bateria)

### Membros anteriores
- Kris (vocal)
- Jochen Ritter (vocal)
- Chris Tin (sintetizadores)
- Torsten B. (baixo)
- Matze B. (teclado)
- Michael Gillian (teclado)
- Achim Vogel (teclado)
- Alex Perin (guitarra)
- Andi Lehnert (guitarra)
- Nail (guitarra)

## Discografia

### EP
- Träume, Sex Und Tod (1992)
- Remember Dito (1994)

### Álbuns
- Infantile Spiele (1993)
- Gedanken Eines Vampirs (1995)
- Mystica Sexualis (1996)
- Machina Mundi (1998)
- Mea Culpa (2000)
- Dunkle Energie (2001)
- 2 Originals Of Umbra Et Imago (2003)
- Memento Mori (2004)

### Singles
- Sex Statt Krieg (1996)
- Kein Gott und keine Liebe (1997)
- Weinst Du? feat. Tanzwut (1999)
- Feuer Und Licht (2001)
- Sweet Gwendoline (2004)
- Gott Will Es (2007)

### DVD
- Die Welt Brennt (2002)
- Motus Animi (2005)
- Imago Picta (2006)
- Past Bizarre (2007)

### Live Albums
- The Hard Years - Das Live-Album (1997)
- The hard years II (2007)